# Bernard de Saint-Saulge
Bernard de Saint-Saulge, originaire ou seigneur de Saint-Saulge, mort le 14 février 1177, est un prélat français.

## Biographie
Bernard de Saint-Saulge est fait évêque de Nevers en 1160.
En 1163, Bernard est un des évêques du concile de Tours et en 1166 un des prélats que Louis le Jeune envoie en Angleterre avec Rotrou de Warwick, archevêque de Rouen, pour réconcilier Henri II et Thomas de Canterbury. Leurs offices amènent le rétablissement de Thomas sur son siège en juillet 1170, mais l'archevêque est assassiné en décembre.
En reconnaissance des services qu'il a reçus de Bernard de Saint-Saulge, le comte Guy de Nevers lui donne en 1173 la châtellenie de Prémery avec l'autorisation de fortifier cette ville et de l'entourer de murailles. En 1176, il est un des arbitres choisis pour régler de nouveaux différends survenus entre les rois Henri II d'Angleterre et Louis le Jeune.
Bernard donne à son chapitre les églises de Saint-Léger-de-Fougeret, de Dommartin, de Poussignol, de Saint-Péreuse, de Blismes près Poussignol, et lui accorde le droit de placer un chapelain dans l'église de Saint-Romain à Château-Chinon.